# Strumaria phonolithica
Strumaria phonolithica är en amaryllisväxtart som beskrevs av Moritz Kurt Dinter. Strumaria phonolithica ingår i släktet Strumaria och familjen amaryllisväxter. IUCN kategoriserar arten globalt som livskraftig.
Artens utbredningsområde är Namibia. Inga underarter finns listade i Catalogue of Life.